# O Tirano
O Tirano foi uma telenovela brasileira exibida pela TV Cultura entre 6 de dezembro de 1965 e 6 de fevereiro de 1966, às 18h30. Escrita por Mário Fanucchi, foi dirigida por Dalmo Ferreira.

## Enredo
Homem habituado a impôr sua vontade a todos não consegue dominar o filho artista.

## Elenco
| Ator                    | Personagem   |
| ----------------------- | ------------ |
| Roberto Orozco          | Miguel       |
| Edy Cerri               | Lúcia        |
| Beatriz Segall          | Gilda Mourão |
| Norberto Nardone        | Flávio       |
| Ênio Gonçalves          | Alfredo      |
| Neusa Maria             | Vera         |
| Eduardo Abbas           | Conrado      |
| Nello Pinheiro          | Juvêncio     |
| Rubens Campos           | Pai Tomé     |
| Paulo Basco             | Oliveira     |
| Lúcia Lambertini        | Maria        |
| Célia Rodrigues         | Clotilde     |
| Francisco Souza         |              |
| Geraldo Meirelles       |              |
| Ivete Jayme             |              |
| Jacinto Figueira Júnior |              |
| Leonor Lambertini       |              |

## Curiosidades
- Mais uma obscura telenovela da TV Cultura, com produção simplista e com zero de divulgação.
- O ator Rubens Campos morreu durante a telenovela.
- Jacinto Figueira Júnior, o futuro "homem do sapato branco" da televisão, participou da telenovela como ator.